# Marbol

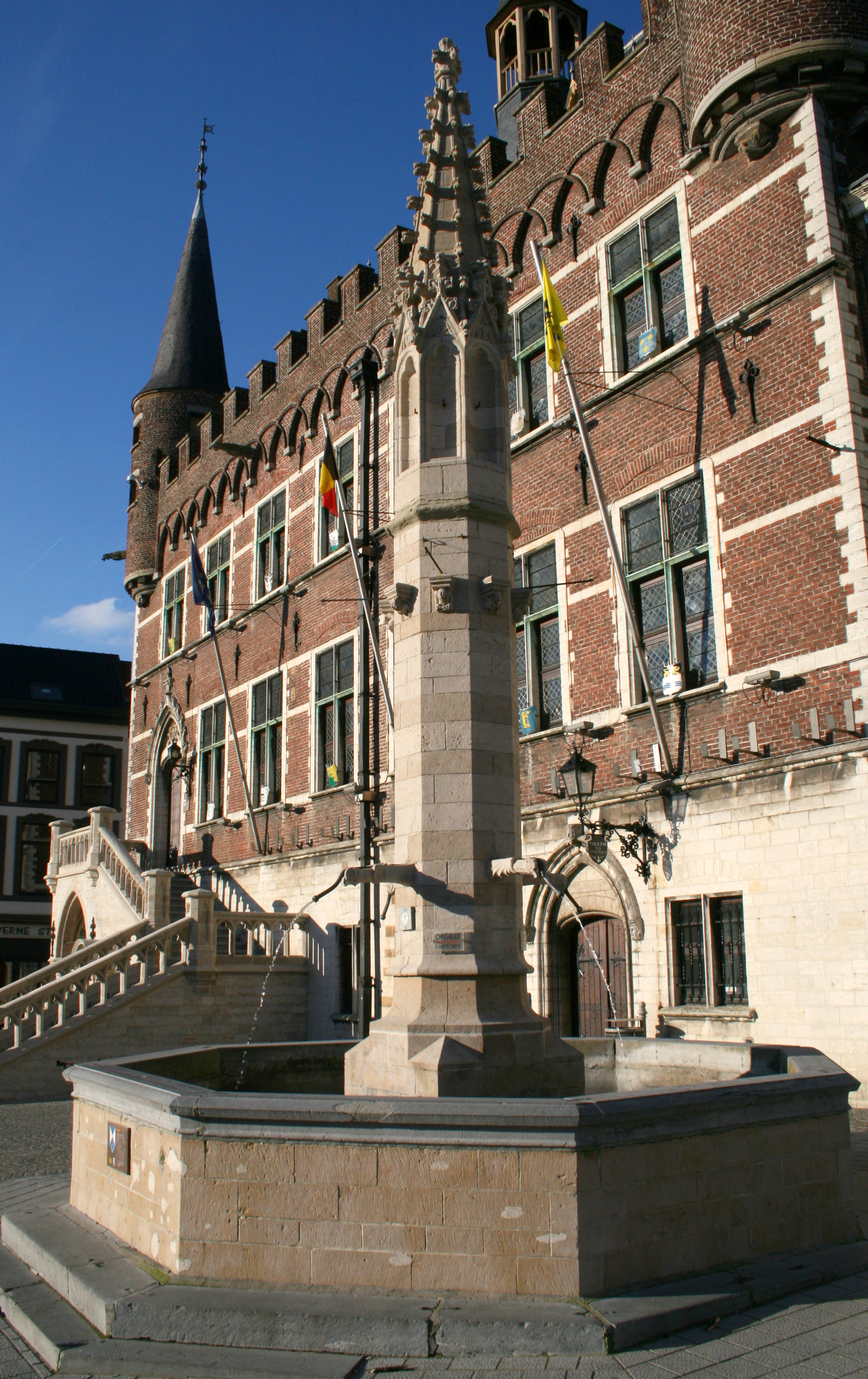
De Marbol voor het Stadhuis van Geraardsbergen

De Marbol is een fontein en bron op de Grote Markt van het Belgische Geraardsbergen, voor het stadhuis. De naam Marbol is een verbastering van Marktborre (bron of fontein op de Markt). De Marbol werd reeds vermeld in de oudste gekende stadsrekening van Geraardsbergen in 1392- 1393. De stadsfontein is de enige van zijn soort en de oudste in de provincie Oost-Vlaanderen. De huidige fontein is een getrouwe kopie in Balegemse zandsteen van de originele fontein. Die staat sinds 1930 in een buitentuintje van het Onze-Lieve-Vrouwehospitaal in de Gasthuisstraat. Het heldere water kwam oorspronkelijk uit onderaardse bronnen onder de Oudenberg. De Marbol is sinds 1936 beschermd als monument.

## Afbeeldingen

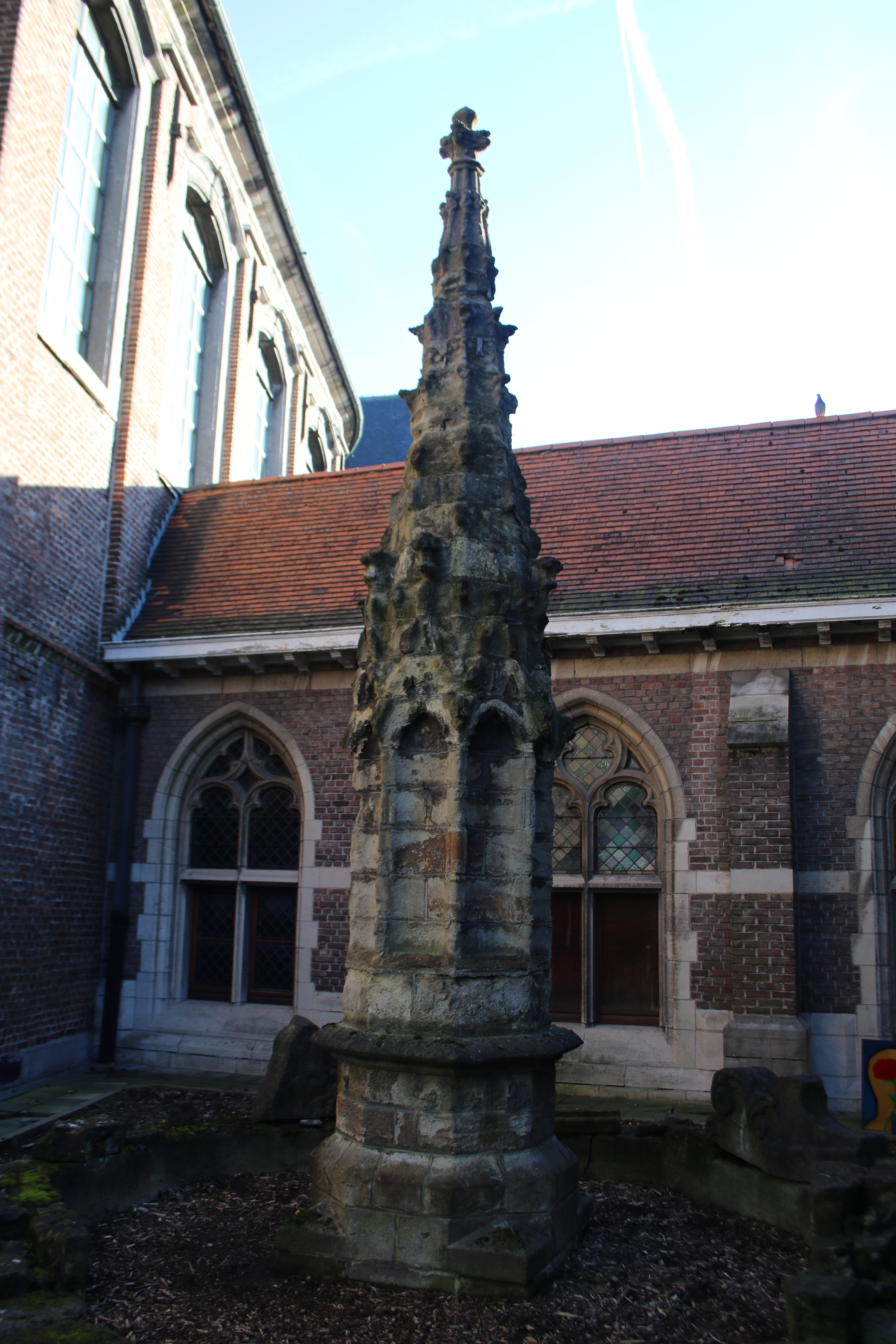
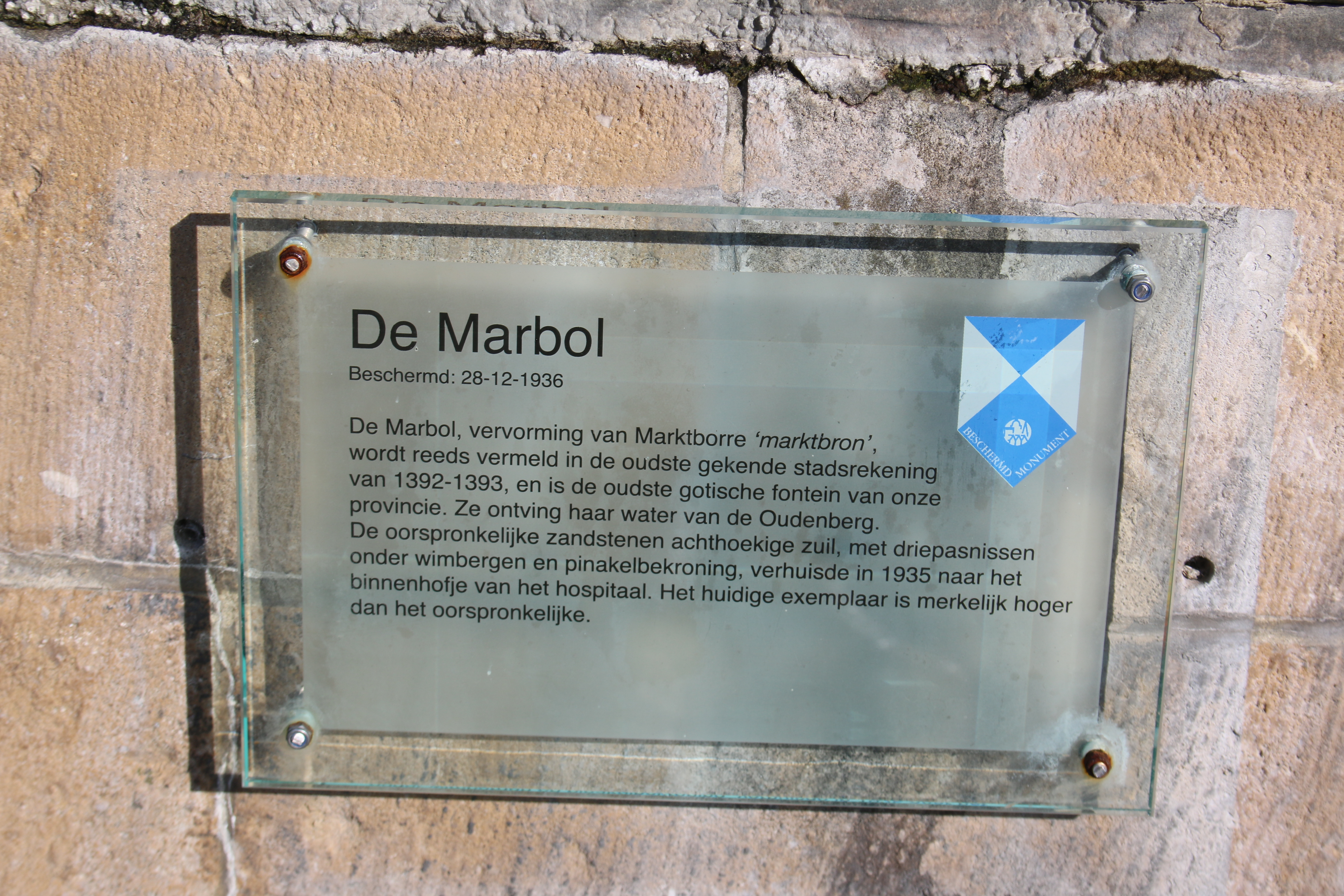